# 1989-es wimbledoni teniszbajnokság
Az 1989-es wimbledoni teniszbajnokság az év harmadik Grand Slam-tornája, a wimbledoni teniszbajnokság 103. kiadása volt, amelyet június 26–július 9. között rendeztek meg. A férfiaknál Boris Becker, nőknél Steffi Graf nyert.

## Döntők

### Férfi egyes
Boris Becker -  Stefan Edberg 6-0 7-6(7-1) 6-4

### Női egyes
Steffi Graf -  Martina Navratilova 6-2 6-7(1-7) 6-1

### Férfi páros
John Fitzgerald /  Anders Jarryd -  Rick Leach /  Jim Pugh 3-6 7-6(7-4) 6-4 7-6(7-4)

### Női páros
Jana Novotná /  Helena Suková -  Larisa Neiland /  Natallja Zverava 6-1 6-2

### Vegyes páros
Jim Pugh /  Jana Novotná -  Mark Kratzmann /  Jenny Byrne 6-4 5-7 6-4

## Juniorok

### Fiú egyéni
Nicklas Kulti –  Todd Woodbridge 6–4, 6–3

### Lány egyéni
Andrea Strnadová –  Meredith McGrath 6–2, 6–3

### Fiú páros
Jared Palmer /  Jonathan Stark –  John-Laffnie de Jager /  Wayne Ferreira 7–6(4), 7–6(2)

### Lány páros
Jennifer Capriati /  Meredith McGrath –  Andrea Strnadová /  Eva Sviglerova 6–4, 6–2